# Зелёная белокровка
Зелёная белокровка (лат. Channichthys mithridatis) — морская автохтонная субантарктическая донная или придонно-пелагическая рыба из семейства белокровковых, или белокровных (Channichthyidae) отряда окунеобразных. Латинское название вида «mithridatis», данное ему в 2009 году украинским ихтиологом Г. А. Шандиковым, впервые описавшим этот вид как новый для науки, происходит от латинизированного греческого имени боспорского царя Митридата VI Евпатора (Μιθριδατης), правившего Пантикапеем (античное название современного города Керчь (Крым) в 121—63 до н. э. Вид назван в честь горы Митридат, возвышающейся в центре Керчи, у основания которой расположен научно-исследовательский институт ЮгНИРО, более 40 лет занимающийся исследованиями в Антарктике, и в экспедиции которого на научно-исследовательском судне «Профессор Месяцев» в район островов Кергелен в 1990 году был найден новый вид белокровной рыбы. Русское название C. mithridatis  обусловлено зеленоватой прижизненной окраской рыб.
C. mithridatis — среднего размера рыба общей длиной не более 44 см. Является эндемиком вод Индийского океана, омывающих острова архипелага Кергелен и, возможно, острова Хёрд и Макдональдс, а также серию подводных поднятий — гайотов (банок) между ними, расположенных в Индоокеанском секторе Субантарктики в районе подводного хребта Кергелен. Кроме C. mithridatis род носорогих белокровок (Channichthys) включает еще 8 эндемичных для Кергелена видов белокровных рыб.
Согласно схеме зоогеографического районирования по донным рыбам, предложенной А. П. Андрияшевым и А. В. Нееловым, указанный выше район находится в границах зоогеографического округа Кергелен-Хёрд Индоокеанской провинции Антарктической области.
Как и у других носорогих белокровок у C. mithridatis имеется хорошо развитый ростральный шип («рог») в передней части рыла. Для неё, как и для всех прочих белокровных рыб, также характерно отсутствие чешуи на теле (кроме боковых линий) и обладание уникальным явлением среди всех позвоночных, свойственного только 25 видам рыб этого семейства — наличием «белой» крови, представляющей собой слегка желтоватую плазму, лишенную эритроцитов и гемоглобина. Подобное явление объясняется адаптацией предковых форм белокровковых рыб к суровым условиям Антарктики и, соответственно, снижением температуры воды в Южном океане до отрицательных значений, близких к точке замерзания (–1,9 °C).
Зелёная белокровка может встречаться в качестве прилова при промысле в районе островов Кергелен щуковидной белокровки Chamsocephalus gunnari Lönnberg, 1905, больше известной под коммерческим названием «ледяная рыба».

## Характеристика зелёной белокровки

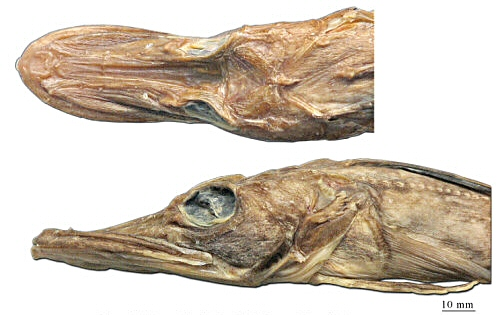
Голова C. mithridatis, вид сверху и сбоку

От прочих видов рода Channichthys отличается следующим комплексом признаков. 
В первом спинном плавнике 6—9, обычно 7—8 гибких колючих лучей, из которых 2-й и 3-й наибольшие; во втором спинном плавнике 32—34 луча; в анальном плавнике 30—32, обычно 31—32 луча; в грудном плавнике 19—21, обычно 20—21 луч; в дорсальной (верхней) боковой линии 61—78 трубчатых костных членика (чешуй), в задней части медиальной (срединной) боковой линии 7—17 трубчатых костных членика; 11—16 жаберных тычинок в во внешнем ряду нижней части дуги; позвонков 55—58, из них 23—25 туловищных и 31—33 хвостовых.
Первый спинной плавник очень высокий, его высота содержится 2,9—4 раза в стандартной длине рыбы, более или менее треугольный по форме (не трапециевидный), с очень низкой плавниковой складкой, достигающей по высоте уровня не выше 3/4 длины наибольших колючек. Первый и второй спинные плавники разделены широким междорсальным промежутком. Межглазничное пространство узкое (10—13 % длины головы), заметно вогнутое, с отчетливо приподнятыми над орбитой внешними краями лобных костей. Задний край челюстной кости простирается далеко назад до вертикали, проходящей через середину орбиты или далее.
Грануляция (туберкуляция) на лобных костях и колючках первого спинного плавника отсутствует или очень слабая, представлена гладкими костными гранулами; на верхнечелюстной кости и передней половине зубной кости, а также на лучах жаберной мембраны грануляция отсутствует полностью. В переднем участке медиальной боковой линии округлые прободённые костные бляшки (костные чешуи) как правило отсутствуют, а если встречаются, то в виде едва заметных очень тонких, гибких, полупрозрачных пластинок. В нижней части первой жаберной дуги тычинки формируют только внешний ряд; на внутренней стороне дуги тычинки обычно отсутствуют или изредка в углу дуги встречается 1—2 тычинки (отмечены лишь у 2-х рыб из 29 исследованных).
Общая окраска тела живых рыб изменяется от зеленоватой до темно-оливковой, с более темным верхом головы. У половозрелых посленерестовых самцов окраска в целом заметно темнее, чем у посленерестовых самок (половой диморфизм и брачный наряд): нижняя часть туловища ниже медиальной линии, щеки и жаберная крышка темные, а у некоторых самцов практически черные. На боках туловища имеются 3—4 широких вертикальных темных полосы, иногда едва заметных. Нижняя часть тела, включая узкие участки вдоль основания анального плавника, и анальный плавник белые, без признаков какой-либо пигментации; на основания грудных плавников и на груди между основаниями брюшных плавников имеются серебристо-белые пятна. Колючие лучи первого спинного плавника тёмно-зелёные или серые; окраска плавниковой складки варьирует от серовато-черной до черной с серебристо-серыми участками вдоль лучей. Лучи второго спинного, грудного и хвостового плавников светлые, серо-зелёные, плавниковые складки зеленоватые, прозрачные. У фиксированных в формалине рыб общая зелёная окраска тела изменяется на серо-коричневатый или светло-коричневый цвет.

## Распространение и батиметрическое распределение
Известный ареал вида охватывает прибрежные морские воды, окружающие острова Кергелен (эндемик). Относительно мелководный вид, отмеченный в 2 донных тралениях на глубинах 250—310 м.

## Размеры
Относится к группе среднеразмерных видов рода Channichthys. Наиболее крупный экземпляр, посленерестовая самка, достигает 437 мм общей длины и 387 мм стандартной длины. Размеры наиболее крупного самца (голотип) достигают 371 мм общей длины и 332 мм стандартной длины.

## Образ жизни
Судя по довольно прогонистой "лёгкой" форме тела, слабой костной туберкуляции кожных покровов и покровных костей головы, а также типичной пелагической окраске, образ жизни зелёной белокровки больше связан с биотопом придонного слоя воды и, вероятно, с пелагиалью, чем с постоянным нахождением на поверхности грунта, как это наблюдается у типично донных видов рода.
По способу и стратегии питания является хищником-ихтиофагом, охотящимся за рыбой, по-видимому, в основном над грунтом в пелагиали. Поимка всех известных экземпляров этого вида произошла на плотных каменистых участках дна, лишенных какой бы то ни было донной (седентарной или эррантной) фауны, пригодной для пищи. Как и у других хищных носорогих белокровок у зелёной белокровки жаберные тычинки относительно малочисленные и расположены только на внешней стороне нижней части первой жаберной дуги.
Половое созревание у самок C. mithridatis впервые наступает при общей длине около 30—32 см (26—28 см стандартной длины). Нерест происходит в зимний период южного полушария, предположительно в мае-июне. Большинство рыб общей длиной 33—34 см, пойманных в 10 августа 1990 года, уже были отнерестившимися, имевшими посленерестовые гонады в стадиях зрелости VI-II (самцы) и VI-III (самки).